# Замок Тоомпеа
Замок Тоомпеа (ест. Toompea loss, нім. Schloss Reval) — середньовічний замок, розташований у південно-західній частині однойменного пагорба у центрі Таллінна. Є одним з найстаріших та найбільших архітектурних комплексів Естонії.

## Історія
Будівництво фортеці почалося на скелі Тоомпеа, яка сягає заввишки до 40 м. Близько тисячі років тому на ньому було закладено городище давніх естів, що називалося Калеванлінна (Коливань), або Лінданісе. У 1219 р. воно було захоплене данцями — звідси і пішла естонська назва міста Таллінн («таані лінн» означає естонською мовою «данське місто». Як німецька назва закріпилося слово «Ревель», яке походить від назви давнього повіту Рявала.

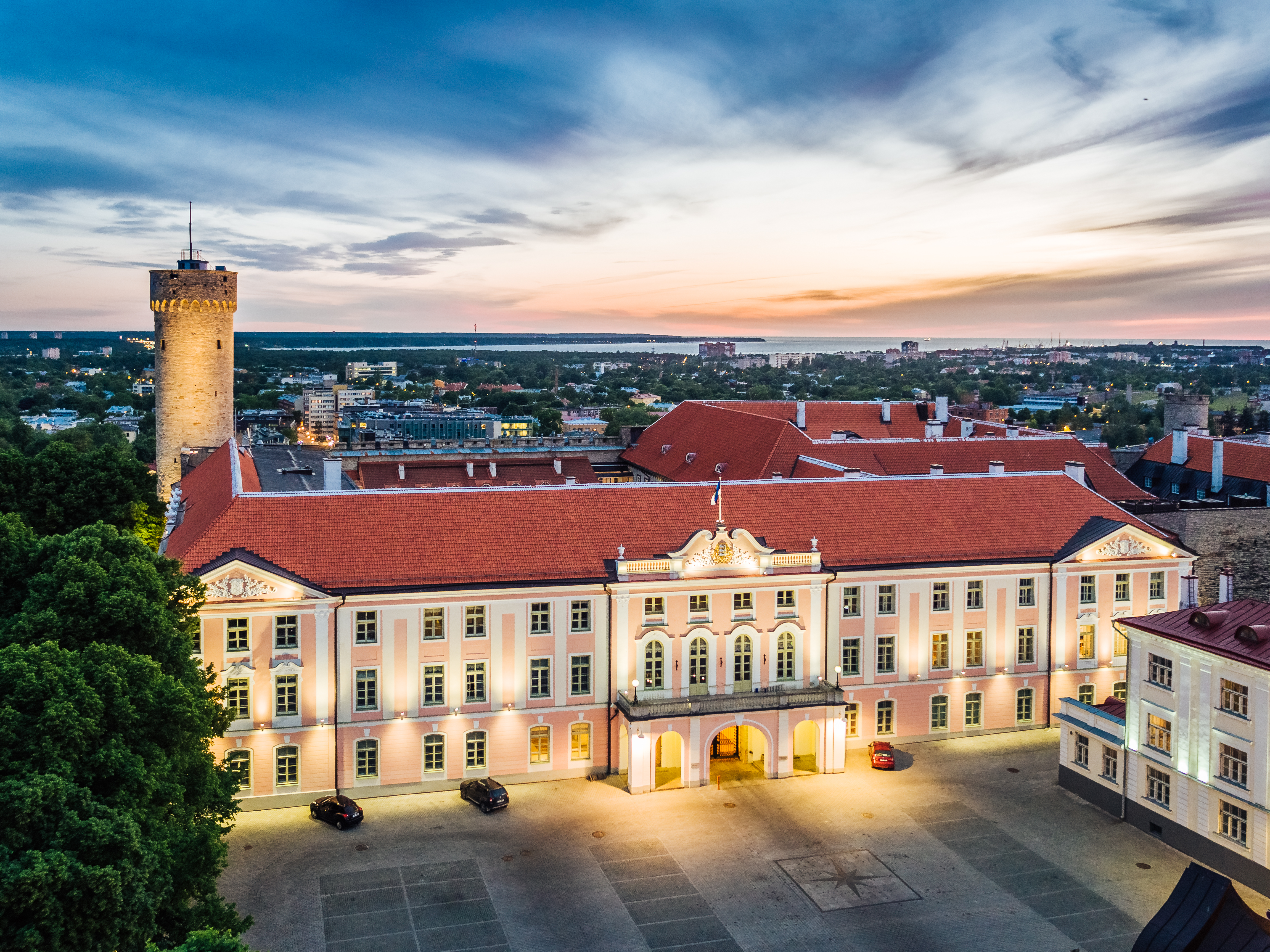
Будівля Естонського парламенту

Попередниця нинішньої фортеці (замку) Тоомпеа була зведена у 1230-ті роки в південно-західній частині пагорба Орденом мечоносців. В 1238–1345 рр. вона була удосконалена данцями. Після 1345 р., коли Таллінн перейшов від данців у володіння Лівонського ордену, почалася серйозна перебудова. Центральна частина фортеці була перетворена в триповерхову будівлю конвенту із внутрішнім двориком, були побудовані захисні стіни і зведено башти. Наприкінці середніх віків фортеця Тоомпеа була потужною оборонною спорудою з чотирма стрункими баштами. В наш час у своїй початковій висоті лише одна з них — 45-метрова башта «Довгий Герман». Завдяки тому, що фортеця розташована на пагорбі заввишки майже 40 м, Таллінн набув свій могутній силует, який був (і зараз залишається) одним із найвеличніших в Північній Європі.
В 60-70-ті рр. XVI ст. фортеця постраждала під час Лівонської війни, після чого вона довгі роки залишалась у небутті. Фортецю почали приводити до ладу в 60-ті роки XVIII ст. — східний бік було перебудовано в будинок губернського управління в стилі бароко за проектом архітектора Іоганна Шульця. В XIX ст. середньовічну будівлю конвенту було перебудовано під в'язницю, яку спалили під час революції 1917 року.
На початку 1920-х років руїни будівлі конвенту знесли, на їх місці побудовано будинок парламенту. В 1920-1930-ті роки було наведено порядок і в інших частинах палацового комплексу. Їх пристосували для потреб Уряду Естонської республіки.
У середньовічному вигляді збереглися лише стрімка західна частина замку Тоомпеа з трьома баштами. На Довгому Германі майорить синьо-чорно-білий національний прапор Естонської Республіки, завдяки чому башта перетворилася на один із символів Естонії. Східна і південна сторона палацу, а також всі будинки були побудовані в XVIII–XX ст. Нині весь палац перебуває у віданні парламенту Естонської Республіки — Рійґікоґу.

## Світлини

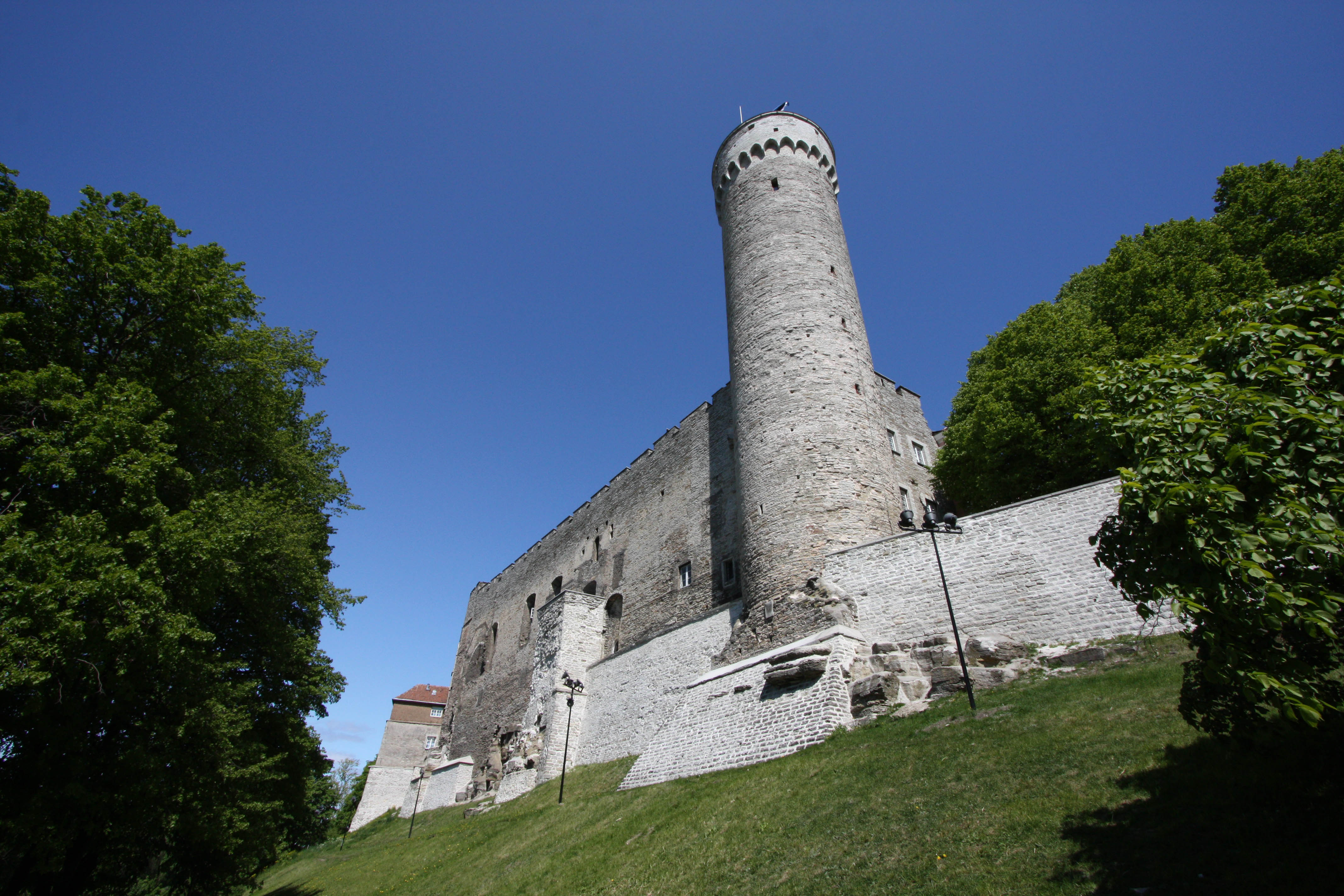
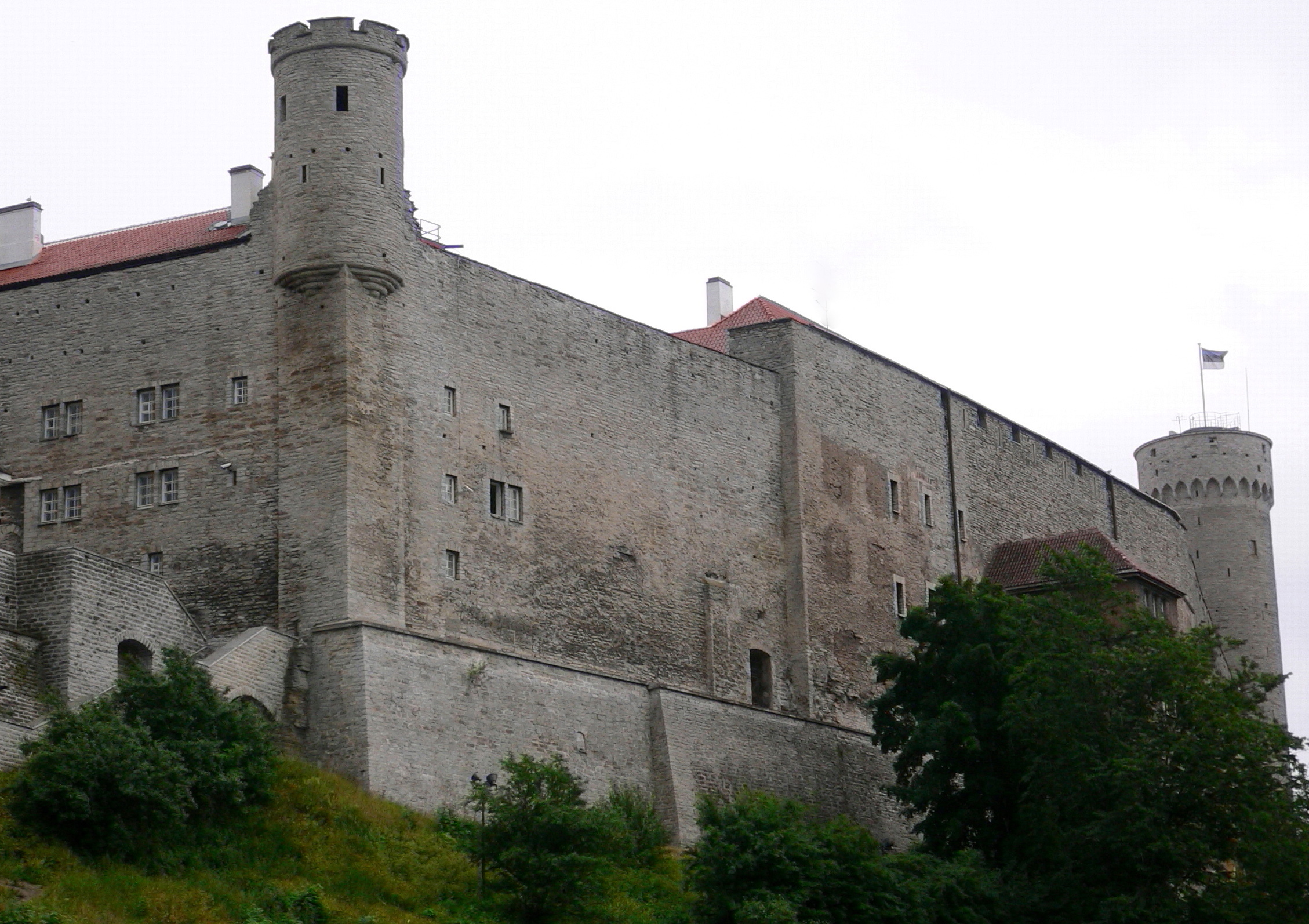
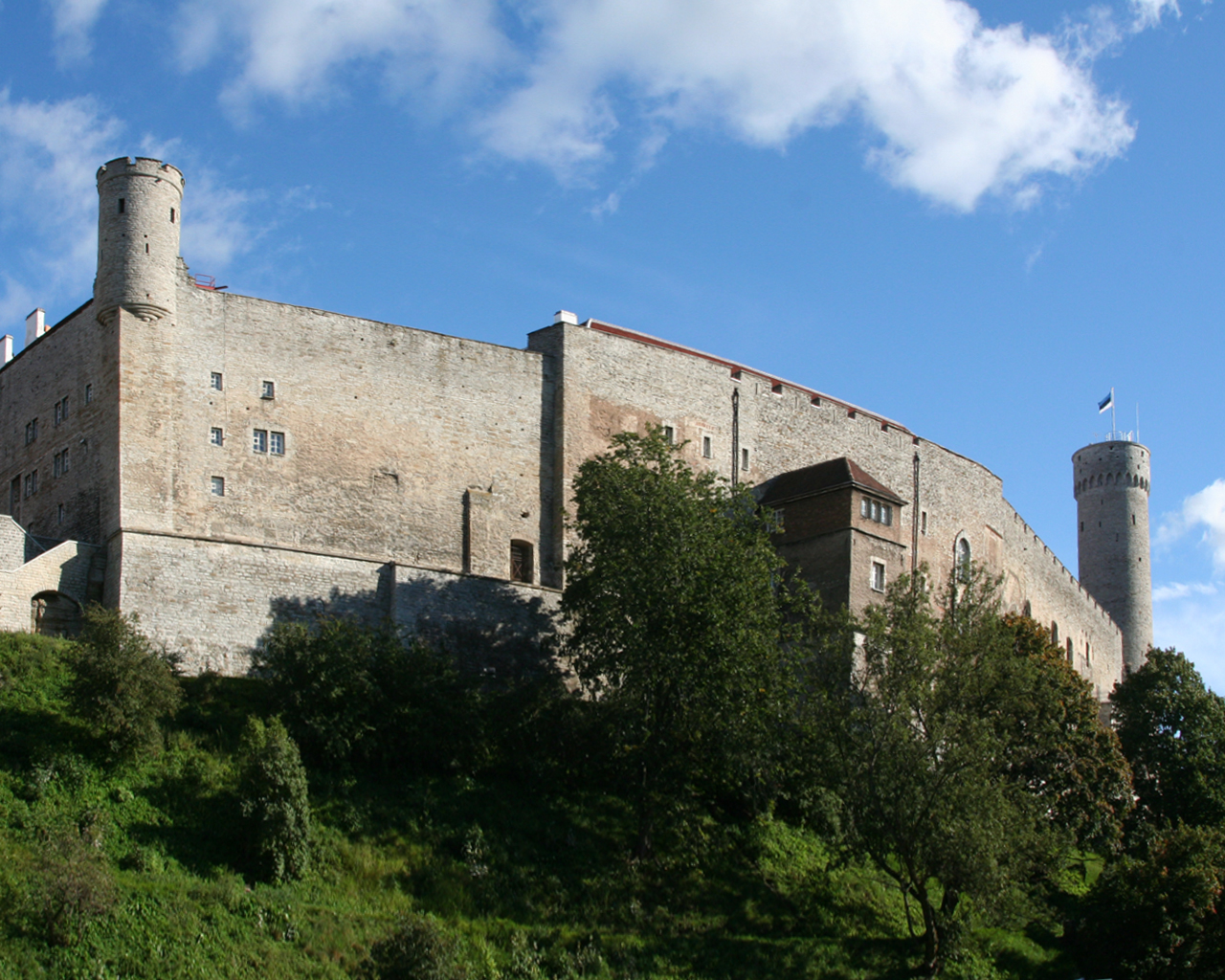
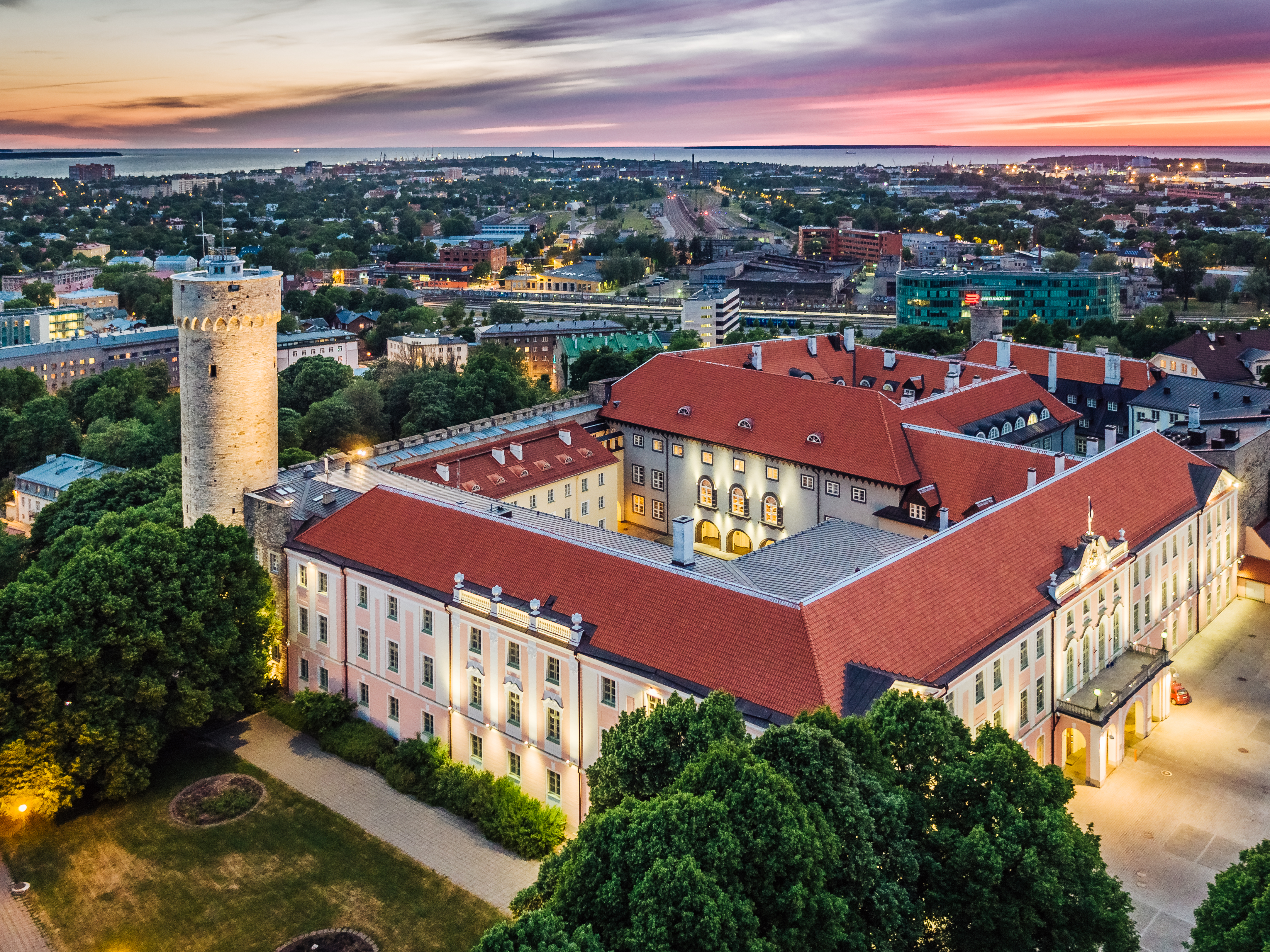